# Кливленд Спайдерс

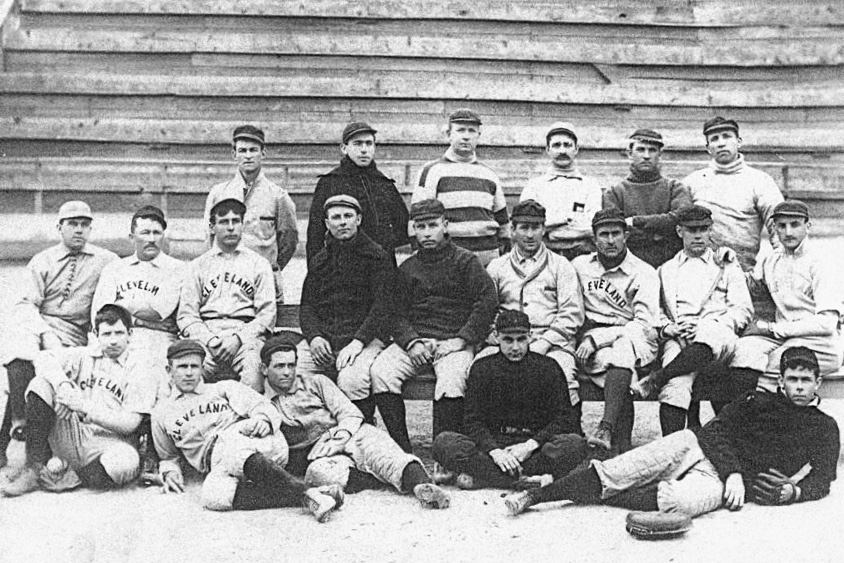
«Кливленд Спайдерс» в 1898 году

Кливленд Спайдерс (англ. Cleveland Spiders) — профессиональный бейсбольный клуб, выступавший в Главной лиге бейсбола с 1887 по 1899 года. Базировался в Кливленде (штат Огайо, США). Домашние игры команда проводила в «Нэшнл Лиг-парке» с 1889 по 1890 год и в "Лиг-парк"е с 1891 по 1899 год.

## 1887—1891
Первоначально, в 1887 году, «Спайдерс» выступали в Американской ассоциации (тогда высшая лига) под названием «Кливленд Форест Ситис» и «Кливленд Блюз». Основателем и владельцем команды был Френк Робисон.
В первые годы своего существования «Форест Ситис» был слабым клубом. В 1889 года команда перешла в Национальную лигу, поменяв название на «Спайдерс». В 1891 году, после подписания будущего члена Бейсбольного Зала славы, питчера Сая Янга, результаты клуба стали улучшаться.

## 1892—1898
1892 год стал успешным для «Спайдерс», которые окончили сезон с результатом 93-65, став победителем второй половины чемпионата. Успех команды был основан на хорошей игре питчеров: Сай Янг был одним из лучших игроков Национальной лиги, а 22-летний новичок Ниг Каппи удачно отыграл свой дебютный сезон. По окончании чемпионата была сыграна Мировая чемпионская серия между победителем первой половины сезона — «Бостон Бинитерс» и «Спайдерс», которая закончилась победой «Бинитерс».
В 1895 году «Спайдерс» вновь закончили чемпионат на втором месте, уступив лишь «Балтимор Ориолс». Янг вновь стал лидером лиги по количеству побед, а левый филдер Джесси Буркетт стал лучшим отбивающим, со средним процентом отбивания 40,9 %. «Спайдерс» стали победителями Кубка Темпла, предшественнике Мировой серии, в котором встречались первая и вторая команда чемпионата. В серии «Спайдерс» одержали четыре победы в пяти матчах, включая две победы Сая Янга.
Сезон 1895 года стал самым успешным в истории клуба. В следующем сезоне Балтимор и Кливленд опять заняли первое и второе место в НЛ, однако в Кубке Темпла 1896 году победу одержали «Ориолс». В 1897 году, несмотря на рекорд клуба по количеству одержанных побед, команда завершила чемпионат на пятом месте. Этот сезон также запомнился первым ноу-хиттером Ся Янга. В сезоне 1898 года «Спайдерс» вновь закончили сезон на пятом месте.

## 1899
В 1899 году владельцы «Спайдерс», братья Робисоны, купили ещё один бейсбольный клуб «Сент-Луис Браунс», изменив его название на «Перфекторс». Однако они оставили в своей собственности и «Спайдерс». Надеясь, что «Перфекторс» смогут привлечь больше зрителей в более густонаселённом Сент-Луисе, Робисоны перевели большинство звёздных игроков Кливленда, включая питчера Пита Макбрайда и трёх будущих членов Зала Славы: Янга, Джесси Буркетта и Бобби Уоллеса в «Перфекторс». Они также стали проводить многие домашние матчи на выезде, в том числе и в Сент-Луисе.
С ослабленным составом команда показала худший сезон в истории бейсбола, одержав всего 20 побед в 154 матчах, отстав от лучшей команды лиги на 84 победы и предпоследней команды на 35.
После покупки «Перфекторс», Робинсоны заявили, что команда будет всего лишь «обрамлением» их нового приобретения, что негативно сказалось на посещения игр «Спайдерс». За первые 16 домашних игр сезона стадион посетило всего 3179 человек, а средняя посещаемость составила 199 человек. Из-за такой низкой посещаемости 11 других команд НЛ отказались приезжать на игры в «Лиг-парк», так как сборы с билетов не покрывали даже расходы на переезд и проживание в гостинице. Это привело к тому, что «Спайдерс» были вынуждены провести 85 из 93 оставшихся игр на выезде. Учитывая те игры, что клуб сыграл на выезде в начале сезона, «Спайдерс» сыграли всего 42 домашних игр в чемпионате. Команда в домашних матчах показала результат 9-33 (.214), а на выезде — 11-101 (.098). Всего 6088 человек посетило домашние игры команды, а средняя посещаемость составила 145 человек.
101 проигрыш на выезде является антирекордом для высших лиг, и считается, что никогда не будет побитым, так как в настоящее время команды играют 81 игру дома и 81 на выезде. Самой длинной беспроигрышной серией в сезоне стала серия из двух игр. Соперники «Спайдерс» набирали десять или более очков за игру 49 раз.
Антирекорд по количеству выигранных матчах за сезон среди современных команд для двух лиг МЛБ принадлежит «Нью-Йорк Метс», которые в 1962 году показали результат 40-120 (.250) и «Детройт Тайгерс» в 2003 году — 43-119 (.265). Эти результаты часто сравнивают с сезоном «Спайдерс» 1899 года.

## Последствия
Из-за неудач, Робинсоны перевели команду в низшую лигу после окончания сезона 1899 года. «Спайдерс» стали одной из четырёх команд, покинувших НЛ по окончании сезона (другими стали «Сенаторс», закончившие чемпионат на 11 месте, «Луисвилл Колонелс» (4 место) и Балтимор Ориолс (4 место)). После сезона 1899 года вышел запрет на владение одним владельцем нескольких клубов одновременно.
В 1900 году Робисоны продали «Спайдерс» Чарльзу Сомерсу и Джону Килфойлу. В 1900 году, в то время низшая Американская лига (до этого Западная лига) приняла в свой состав «Кливленд Лейк Шорес». В 1901 году, после того как Американская лига получила статус высшей лиги, клуб поменял название на «Кливленд Блюз», а затем на «Кливленд Индианс».